# Список автомобилей Suzuki
Это список автомобилей Suzuki. Многие модели разрабатываются и выпускаются компанией Suzuki, в то время как некоторые модели производятся другими компаниями и поставляются компанией Suzuki на основе OEM-поставок. Многие модели продаются в определённых регионах, в то время как некоторые другие продаются по всему миру.

## Выпускаемые модели
| Модель                  | Модель                   | Модель                                                              | Модель                                    | Текущее поколение | Текущее поколение                                              |
| Изображение             | Название(я)              | OEM                                                                 | Начало выпуска (календарный год)          | Начало выпуска    | Основные рынки                                                 |
| Хетчбэки                | Хетчбэки                 | Хетчбэки                                                            | Хетчбэки                                  | Хетчбэки          | Хетчбэки                                                       |
| ----------------------- | ------------------------ | ------------------------------------------------------------------- | ----------------------------------------- | ----------------- | -------------------------------------------------------------- |
|                         | Alto K10                 |                                                                     | 1979                                      | 2022              | Индия и другие развивающиеся рынки                             |
|                         | Baleno                   | Toyota Glanza Toyota Starlet                                        | 1995 (дебют) 2015 (глобальное обновление) | 2022              | Глобальные развивающиеся рынки                                 |
|                         | Celerio/ Cultus          | Toyota Vitz                                                         | 2008                                      | 2014 2021         | Индия и другие развивающиеся рынки                             |
|                         | Ignis                    |                                                                     | 2000                                      | 2016              | Глобальные развивающиеся рынки                                 |
|                         | S-Presso                 |                                                                     | 2019                                      | 2019              | Индия и другие развивающиеся рынки                             |
|                         | Swift                    |                                                                     | 1984 (дебют) 2004                         | 2023              | Глобальные развивающиеся рынки                                 |
|                         | Wagon R                  |                                                                     | 1999                                      | 2010 2019         | Индия и другие развивающиеся рынки                             |
| Седаны                  |                          |                                                                     |                                           |                   |                                                                |
|                         | Ciaz                     | Toyota Belta Oshan Qiyue (2022—2023)                                | 2014                                      | 2018              | Индия, Таиланд и другие развивающиеся рынки                    |
|                         | Dzire/Swift Sedan        |                                                                     | 2008                                      | 2024              | Индия и другие развивающиеся рынки                             |
| Универсалы              |                          |                                                                     |                                           |                   |                                                                |
|                         | Swace                    | Toyota Corolla Touring Sports (оригинальная модель)                 | 2020                                      | 2020              | Европа                                                         |
| SUV                     |                          |                                                                     |                                           |                   |                                                                |
|                         | Across                   | Toyota RAV4 (оригинальная модель)                                   | 1995 (дебют) 2020                         | 2020              | Европа                                                         |
|                         | Brezza                   |                                                                     | 2016                                      | 2022              | Индия и другие праворульные развивающиеся рынки Азии и Африки. |
|                         | e Vitara                 | Toyota Urban Cruiser                                                | 2025                                      | 2025              | Индия и Европа                                                 |
|                         | Fronx                    | Toyota Urban Cruiser Taisor Toyota Starlet Cross                    | 2023                                      | 2023              | Индия, Ближний Восток и Япония                                 |
|                         | Grand Vitara             | Toyota Urban Cruiser Toyota Urban Cruiser Hyryder (Индия)           | 1998 (дебют)                              | 2022              | Глобальные развивающиеся рынки                                 |
|                         | Jimny/ Jimny Sierra      |                                                                     | 1970                                      | 2018              | Глобальные развивающиеся рынки                                 |
|                         | SX4 S-Cross              |                                                                     | 2006                                      | 2021              | Глобальные развивающиеся рынки                                 |
|                         | Vitara                   |                                                                     | 1988                                      | 2015              | Глобальные развивающиеся рынки (за исключением Индии и других) |
|                         | Xbee                     |                                                                     | 2017                                      | 2017              | Япония                                                         |
| MPV / Минивэны          |                          |                                                                     |                                           |                   |                                                                |
|                         | APV                      | Mitsubishi Maven (2005—2009)                                        | 2004                                      | 2004              | Индонезия и другие развивающиеся рынки                         |
|                         | Eeco                     |                                                                     | 1999 (оригинальная модель)                | 2001              | Индия                                                          |
|                         | Ertiga                   | Toyota Rumion                                                       | 2012                                      | 2018              | Индия, Индонезия и другие развивающиеся рынки                  |
|                         | Invicto                  | Toyota Innova (оригинальная модель)                                 | 2023                                      | 2023              | Индия                                                          |
|                         | Landy                    | Toyota Noah (оригинальная модель)                                   | 2007                                      | 2022              | Япония                                                         |
|                         | Solio                    | Mitsubishi Delica D:2                                               | 2000                                      | 2020              | Япония, Гонконг и Макао                                        |
|                         | Super Carry Van          | Autozam Scrum Ford Pronto Holden Scurry Bedford/GME/Vauxhall Rascal | 1985 (оригинальная модель)                | 1990              | Вьетнам                                                        |
|                         | XL6/XL7/ Ertiga XL7      |                                                                     | 2019                                      | 2019              | Индия, Индонезия, Мексика и другие развивающиеся рынки         |
| Кей-кары (пассажирские) |                          |                                                                     |                                           |                   |                                                                |
|                         | Alto                     | Mazda Carol                                                         | 1979                                      | 2014 2021         | Япония и Пакистан                                              |
|                         | Alto Lapin Alto Lapin LC |                                                                     | 2002                                      | 2015              | Япония                                                         |
|                         | Every Wagon              | Mazda Scrum Wagon Mitsubishi Town Box Nissan NV100 Clipper Rio      | 1999                                      | 2015              | Япония                                                         |
|                         | Hustler                  | Mazda Flair Crossover                                               | 2014                                      | 2020              | Япония, Гонконг и Макао                                        |
|                         | Jimny (Япония, кей-кар)  |                                                                     | 1970                                      | 2018              | Япония                                                         |
|                         | Spacia                   | Mazda Flair Wagon                                                   | 2013                                      | 2023              | Япония                                                         |
|                         | Wagon R                  | Mazda Flair                                                         | 1993                                      | 2017              | Япония                                                         |
|                         | Wagon R Smile            |                                                                     | 2021                                      | 2021              | Япония                                                         |

### Коммерческие автомобили
| Модель                  | Модель            | Модель                                                              | Модель                           | Текущее поколение | Текущее поколение                  |
| Изображение             | Название(я)       | OEM                                                                 | Начало выпуска (календарный год) | Начало выпуска    | Основные рынки                     |
| ----------------------- | ----------------- | ------------------------------------------------------------------- | -------------------------------- | ----------------- | ---------------------------------- |
|                         | Super Carry       |                                                                     | 1985 (дебют) 2016                | 2016              | Индия и другие развивающиеся рынки |
|                         | Super Carry Truck | Autozam Scrum Ford Pronto Holden Scurry Bedford/GME/Vauxhall Rascal | 1985 (оригинальная модель)       | 1990              | Мьянма и Вьетнам                   |
| Кей-кары (коммерческие) |                   |                                                                     |                                  |                   |                                    |
|                         | Carry             | Mazda Scrum Truck Mitsubishi Minicab Truck Nissan NT100 Clipper     | 1961                             | 2013              | Япония                             |
|                         | Every             | Mazda Scrum Van Mitsubishi Minicab Van Nissan NV100 Clipper         | 1982                             | 2015              | Япония, Гонконг, Пакистан и Макао  |
|                         | Spacia Base       |                                                                     | 2022                             |                   | Япония                             |

## Модели, снятые с производства
- Maruti 800 (1983—2014)[9]
- Suzuki Alto (Европа)/A-Star (2008—2018)
- Suzuki Aerio/Liana (2001—2018)
- Suzuki Bolan (1983—2024)
- Suzuki Cappuccino (1991—1998)
- Suzuki Cara (1993—1994)
- Suzuki Cervo (1977—2009)
- Suzuki Cultus/Esteem/Forsa (1983—2003)
- Suzuki Cultus Crescent/Esteem/Baleno (1995—2007)
- Suzuki CV1 (1981—1985)
- Suzuki Every Plus/Landy (1999—2005)
- Suzuki Equator (2008—2012)
- Suzuki Forenza/Reno (2004—2008)
- Suzuki Fronte (1962—1989)
- Suzuki Fun (2003—2011)
- Suzuki Karimun (1999—2006)
- Suzuki Karimun Wagon R (2013—2021)
- Suzuki Kei (1998—2009)
- Suzuki Kizashi (2009—2016)
- Suzuki Mega Carry/APV (2004—2019)
- Suzuki Mehran (1988—2019)
- Suzuki Mighty Boy (1983—1988)
- Suzuki MR Wagon (2001—2016)
- Suzuki Neo Baleno (2008—2011)
- Suzuki Palette (2008—2013)
- Suzuki Ravi (1983—2024)
- Suzuki Sidekick (1988—2001)
- Suzuki Splash/Ritz (2007—2018)
- Suzulight 360 (1959—1969)
- Suzulight SF (195—1959)
- Suzuki Swift+ (2003—2010)
- Suzuki Twin (2003—2005)
- Suzuki Verona (2003—2006)
- Suzuki Wagon R+ (1997—2008)
- Suzuki X-90 (1995—1997)
- Suzuki XL-7 (1998—2009)
- Suzuki Zen Estilo/Estilo/Karimun Estilo (2006—2012)

## Ребеджинговые автомобили
С 1985 года компания Suzuki выпускает автомобили для других производителей по всему миру.

### Доноры

#### Changan
- Chana Star — Китай (Suzuki Carry/Every Plus)
- Changan Alto — Китай (Suzuki Alto)
- Changan SC — Китай (Suzuki Carry/Every Plus)
- Hafei Songhuajiang — Китай (Suzuki Carry)

#### Changhe
- Changhe Beidouxing — Китай (Suzuki Wagon R)
- Changhe Coolcar — Китай (Suzuki Every Plus)
- Changhe Liana — Китай (Suzuki Liana)
- Changhe Splash — Китай (Suzuki Splash)

#### Fiat
- Fiat Sedici — Европа (Suzuki SX4)
- Lancia Pangea — Европа (Suzuki SX4) (отменён)

#### Ford
- Ford Pronto — Тайвань (Suzuki Carry/Every)

#### General Motors
- Asüna Sunrunner — Канада (Suzuki Sidekick/Vitara)
- Bedford Rascal — Европа (Suzuki Carry)
- Chevrolet Alto — Колумбия (Suzuki Alto)
- Chevrolet Cassia — Филиппины (Suzuki Cultus Crescent)
- Chevrolet Cruze — Япония (Suzuki Swift)
- Chevrolet Damas — Узбекистан (Suzuki Every)
- Chevrolet Esteem — Колумбия (Suzuki Cultus Crescent)
- Chevrolet Forsa — Эквадор (Suzuki Cultus)
- Chevrolet Grand Nomad — Южная Америка (Suzuki XL-7)
- Chevrolet Labo — Узбекистан (Suzuki Carry)
- Chevrolet MW — Япония (Suzuki Solio)
- Chevrolet Sprint — США/Канада (Suzuki Cultus)
- Chevrolet Super Carry — Южная Америка (Suzuki Carry)
- Chevrolet Swift — Южная Америка (Suzuki Cultus)
- Chevrolet SX4 S-Cross — Эквадор (Suzuki S-Cross)
- Chevrolet Tracker — США/Канада (Suzuki Sidekick/Vitara)
- Chevrolet Vitara — Южная Америка (Suzuki Sidekick/Vitara)
- Chevrolet Wagon R+ — Колумбия (Suzuki Wagon R+)
- Daewoo Damas — Южная Корея/Узбекистан/Вьетнам (Suzuki Every)
- Daewoo Labo — Южная Корея/Узбекистан (Suzuki Carry)
- Daewoo Tico — Южная Корея/Европа/Южная Америка (Suzuki Alto)
- Geo Metro — США (Suzuki Cultus)
- Geo Tracker — США (Suzuki Sidekick/Vitara)
- GMC Tracker — Канада (Suzuki Sidekick/Vitara)
- GME Rascal — Европа (Suzuki Carry)
- Holden Barina — Австралия и Новая Зеландия (Suzuki Cultus)
- Holden Cruze — Австралия (Suzuki Ignis)
- Holden Drover — Австралия и Новая Зеландия (Suzuki Sierra/Jimny)
- Holden Scurry — Австралия (Suzuki Carry)
- Opel Agila — Европа (Suzuki Wagon R+ и Suzuki Splash)
- Pontiac Firefly — Канада (Suzuki Cultus)
- Pontiac Sunrunner — Канада (Suzuki Sidekick/Vitara)
- Vauxhall Agila — Великобритания (Suzuki Wagon R+ и Suzuki Splash)
- Vauxhall Rascal — Великобритания (Suzuki Carry)

#### Isuzu
- Isuzu Geminett — Япония (Suzuki Cultus)

#### Maruti
- Maruti 800 — Индия (Suzuki Alto)
- Maruti 1000 — Индия (Suzuki Cultus)
- Maruti Gypsy — Индия (Suzuki Jimny)
- Maruti Omni — Индия (Suzuki Carry)

#### Mazda[11][12][13]
- Autozam AZ-Wagon — Япония (Suzuki Wagon R)
- Autozam Scrum — Япония (Suzuki Every)
- Mazda AZ-Offroad — Япония (Suzuki Jimny)
- Mazda Carol — Япония (Suzuki Alto)
- Mazda Flair — Япония (Suzuki Wagon R)
- Mazda Flair Wagon — Япония (Suzuki Palette и Suzuki Spacia)
- Mazda Flair Crossover — Япония (Suzuki Hustler)
- Mazda Laputa — Япония (Suzuki Kei)
- Mazda Proceed Levante — Япония (Suzuki Vitara)
- Mazda Scrum — Япония (Suzuki Carry/Every)
- Mazda Scrum Wagon — Япония (Suzuki Every Wagon)
- Mazda Spiano — Япония (Suzuki Lapin)
- Mazda VX-1 — Индонезия (Suzuki Ertiga)

#### Mitsubishi Motors[14]
- Mitsubishi Colt T120SS — Индонезия (Suzuki Carry Futura)
- Mitsubishi Delica D:2 — Япония (Suzuki Solio)
- Mitsubishi Maven — Индонезия (Suzuki APV)
- Mitsubishi Minicab — Япония (Suzuki Carry/Every)
- Mitsubishi Town Box — Япония (Suzuki Every Wagon)

#### Nissan[15]
- Nissan Moco — Япония (Suzuki MR Wagon)
- Nissan NT100 Clipper — Япония (Suzuki Carry)
- Nissan NV100 Clipper — Япония (Suzuki Every)
- Nissan NV100 Clipper Rio — Япония (Suzuki Every Wagon)
- Nissan Pino — Япония (Suzuki Alto)
- Nissan Pixo — Европа (Suzuki Alto)
- Nissan Roox — Япония (Suzuki Palette)

#### Proton
- Proton Ertiga — Малайзия (Suzuki Ertiga)

#### Santana Motor
- Santana 300/350 — Испания (Suzuki Grand Vitara)

#### Subaru
- Subaru Justy — Европа (Suzuki Swift и Suzuki Ignis)

#### Toyota
- Toyota Belta — Индия/Ближний Восток/Африка (Suzuki Ciaz)
- Toyota Glanza — Индия (Suzuki Baleno)
- Toyota Starlet — Африка (Suzuki Baleno)
- Toyota Rumion — Южная Африка/Индия (Suzuki Ertiga)
- Toyota Urban Cruiser — Индия/Африка (Suzuki Vitara Brezza)
- Toyota Urban Cruiser Hyryder — Индия/Африка (Suzuki Grand Vitara)
- Toyota Urban Cruiser Taisor — Индия (Suzuki Fronx)
- Toyota Starlet Cross — Африка (Suzuki Fronx)
- Toyota Vitz — Африка (Suzuki Celerio)
- Toyota Urban Cruiser — Индия/Европа (Suzuki e Vitara)

#### Volkswagen
- Volkswagen City Car (Suzuki Alto/A-Star)
- Volkswagen Rocktan (Suzuki SX4)
- — разработка как приостановлена, так и отменена из-за спора между двумя компаниями.

### Получатели

#### General Motors
- Suzuki Forenza — США (Daewoo Lacetti; седан/универсал)
- Suzuki Fun — Аргентина (Chevrolet Celta)
- Suzuki Reno — США (Daewoo Lacetti; хетчбэк)
- Suzuki Swift — США/Канада (Geo/Chevrolet Metro)
- Suzuki Swift+ — Канада (Chevrolet Aveo)
- Suzuki Verona — США (Daewoo Magnus)

#### Mazda
- Suzuki Cara — Япония (Autozam AZ-1)

#### Nissan
- Suzuki Equator — США (Nissan Frontier)
- Suzuki Landy — Япония (Nissan Serena)

#### Toyota
- Suzuki Across — Европа (Toyota RAV4)
- Suzuki Swace — Европа (Toyota Corolla Touring Sports)
- Suzuki Landy — Япония (Toyota Noah)
- Suzuki Invicto — Индия (Toyota Innova HyCross)